# Chelsea Football Club 1965-1966
Questa voce raccoglie le informazioni riguardanti il Chelsea Football Club nelle competizioni ufficiali della stagione 1965-1966.

## Stagione
Il campionato inglese inizia il 21 agosto 1965 e il Chelsea comincia con un 1-1 contro il Burnley, un 2-2 contro lo Stoke City, un 3-0 contro il Fulham FC, un 1-2 contro lo Stoke, un 3-1 contro l'Arsenal e l'Everton, un 1-1 contro lo Sheffield Wednesday e un 1-4 contro il Manchester United. I Blues in seguito pareggiano 1-1 contro il Newcastle United, vincono 2-1 contro il West Bromwich Albion, perde 0-1 contro il Blackpool FC, vince 1-0 contro il Blackburn. Dopo uno 0-2 contro il Leicester City, il club londinese batte 2-1 lo Sheffield United e 1-0 contro il Leeds United, ottiene un 1-2 contro il West Ham United, un 4-2 l'Aston Villa, uno 0-1 contro il Liverpool, un 2-4 contro il Tottenham Hotspur, un 3-2 e un 1-0 contro il Northampton Town, un 2-1 contro il Blackpool FC, Tottenham, Burnley e Fulham. Il Chelsea pareggia senza reti con l'Arsenal, vince 3-2 contro il Sunderland AFC, perde 1-2 conto l'Everton, vince 2-0 contro il Manchester, 1-0 contro il Newcastle, pareggia 1-1 contro il Leicester, perde 0-2 contro il Leeds, vince 6-2 contro il West Ham. Il club vince 1-0 all'andata e e 2-1 al ritorno contro il Nottingham Forest, perde 0-2 contro il Sunderland, 2-3 contro il West Bromwich Albion, 1-2 contro il Liverpool, pareggia 1-1 contro lo Sheffield Wednesday, vince 1-0 contro Blackburn Rovers e 2-0 contro lo Sheffield United. Il campionato termina con una sconfitta per 0-2 contro l'Aston Villa che porta la squadra a finire la First Division in quinta posizione.
Il Chelsea inizia l'FA Cup dal terzo turno, dove batte il Newcastle 3-1; nel quarto turno i Blues vincono 1-0 contro il Leeds e nel quinto 3-2 il Shrewsbury Town. Nel sesto turno vi è un iniziale 2-2 contro l'Hull City, il quale viene poi sconfitto 3-1 nel replay. In semifinale il Chelsea viene eliminato dalla competizione a causa di una sconfitta per 0-2 con l'Everton.
Il club londinese inizia la Coppa delle Fiere dal primo turno, battendo la Roma 4-1 all'andata e pareggiando 0-0 al ritorno, nel secondo turno viene battuto all'andata 0-1 dal Wiener Sport-Club ma al ritorno vince 2-0. Nel terzo turno incontra il Milan dal quale viene sconfitto 1-2 all'andata ma che batte 2-1 al ritorno: nel replay le squadre pareggiano 1-1 e il Chelsea passa grazie al lancio di moneta. Nei quarti pareggia 2-2 all'andata e vince 1-0 contro il Monaco 1860. In semifinale il club londinese affronta il Barcellona: dopo una sconfitta per 2-0 vi è una vittoria con lo stesso risultato, quindi nel replay il club catalano batte 0-5 i Blues, eliminandoli dalla competizione.

## Maglie e sponsor
Nella stagione 1965-1966 del Chelsea non sono presenti né sponsor tecnici né main sponsor. La divisa primaria è costituita dalla maglia blu con colletto a girocollo, calzoncini blu e calzettoni bianchi. Inizialmente la divisa da trasferta è costituita da maglia bianca con colletto a girocollo, estremità delle maniche con le medesime decorazioni, pantaloncini e calzettoni bianchi; successivamente viene usata una maglia gialla a girocollo con decorazioni a strisce blu su colletto e estremità delle maniche, pantaloncini blu e calzettoni gialli. La terza divisa è costituita da maglia rossa con le medesime decorazioni delle away in bianco, calzoncini e calzettoni sono anch'essi rossi. La quarta è formata da maglia bianca, calzoncini blu e calzettoni rossi. In semifinale di FA Cup è stata inoltre utilizzata una divisa costituita da maglia a strisce nere e azzurre, pantaloncini e calzettoni neri.
| Casa | Trasferta (prima versione) | Trasferta (seconda versione) | Terza divisa | Quarta divisa | Semifinale FA Cup |

## Rosa
Rosa e numerazione sono aggiornati al 31 maggio 1966.
| N. |                        | Ruolo | Calciatore      |
| -- | ---------------------- | ----- | --------------- |
|    | Inghilterra (bandiera) | P     | Jim Barron      |
|    | Inghilterra (bandiera) | P     | Peter Bonetti   |
|    | Inghilterra (bandiera) | D     | Ron Harris      |
|    | Inghilterra (bandiera) | D     | Marvin Hinton   |
|    | Scozia (bandiera)      | D     | Eddie McCreadie |
|    | Inghilterra (bandiera) | D     | Ken Shellito    |
|    | Scozia (bandiera)      | D     | Jim Thomson     |
|    | Scozia (bandiera)      | C     | John Boyle      |
|    | Inghilterra (bandiera) | C     | John Hollins    |
|    | Scozia (bandiera)      | C     | George Graham   |

| N. |                        | Ruolo | Calciatore     |
| -- | ---------------------- | ----- | -------------- |
|    | Scozia (bandiera)      | C     | Jim McCalliog  |
|    | Scozia (bandiera)      | C     | Billy Sinclair |
|    | Inghilterra (bandiera) | C     | Terry Venables |
|    | Inghilterra (bandiera) | A     | Barry Bridges  |
|    | Australia (bandiera)   | A     | Ernie Campbell |
|    | Inghilterra (bandiera) | A     | Peter Houseman |
|    | Inghilterra (bandiera) | A     | Bert Murray    |
|    | Inghilterra (bandiera) | A     | Peter Osgood   |
|    | Inghilterra (bandiera) | A     | Bobby Tambling |

## Calciomercato
| Arrivi | Arrivi     | Arrivi        | Arrivi   |
| R.     | Nome       | da            | Modalità |
| ------ | ---------- | ------------- | -------- |
| D      | Joe Kirkup | West Ham Utd  | ?        |
| P      | Jim Barron | Wolverhampton | ?        |

## Statistiche

### Statistiche di squadra
| Competizione      | Punti | Totale | Totale | Totale | Totale | Totale | Totale |
| Competizione      | Punti | G      | V      | N      | P      | Gf     | Gs     |
| ----------------- | ----- | ------ | ------ | ------ | ------ | ------ | ------ |
| Campionato        | 51    | 42     | 22     | 7      | 13     | 65     | 53     |
| FA Cup            | -     | 6      | 4      | 1      | 1      | 11     | 8      |
| Coppa delle Fiere | -     | 12     | 6      | 3      | 4      | 19     | 7      |
| Totale            | -     | 60     | 32     | 11     | 18     | 95     | 68     |